# Moheltolee
Moheltolee (nep. मोहेलटोली) – gaun wikas samiti w zachodniej części Nepalu w strefie Bheri w dystrykcie Dailekh. Według nepalskiego spisu powszechnego z 2011 roku liczył on 459 gospodarstw domowych i 2586 mieszkańców (1354 kobiety i 1232 mężczyzn).